# Саскаб
Саскаб (от майянского «сайкаб» или «саскаб» — белая земля) — термин маянского происхождения, используемый на полуострове Юкатан для обозначения материала для приготовления строительных смесей. Эта хрупкая известняковая порода описывается как «разложившийся известняк», «брекчия» и «известково-гравийная смесь, которую майя использовали в качестве строительного раствора». Обильные залежи природного минерала на Юкатане называются «саскаберас». 
Древние майя использовали саскаб вместо или в качестве частичной замены извести при строительстве, поскольку его пожно было использовать без прокалывания в печах, а также при прокладке дорог, соединявших маянские города. Такая дорога называлась «сакбе» (множественное число «сакбеоб») — белая дорога. В контексте гончарного дела термин может также применяться к смесям (с глиной и водой) более мелкодисперсной формы того же материала (описываемого как «каменная пыль»).
По словам писательницы-путешественницы Джанин Китчел, американского исследователя Юкатана, Эдвард Герберт Томпсон обнаружил (около 1900 года) «неглубокие каменоломни близ Чичен-Ицы с выработанными жилами саскаба».